# Gabriel Veyre
Gabriel Antoine Veyre (Septème, Isère, Francia, 1 de febrero de 1871 – 	Casablanca, Marruecos, 13 de enero de 1936) fue un operador del cinematógrafo de los hermanos Lumière, cineasta y fotógrafo nacido en Francia. Se le conoce principalmente por su trabajo en México, Indochina y Marruecos.

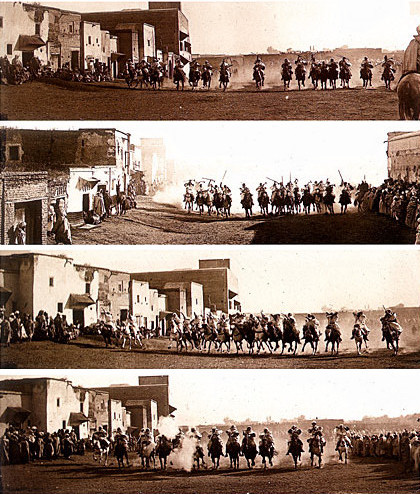
Imágenes filmadas en Marruecos por Gabriel Veyre

## Biografía
Veyre se graduó de Farmacéutico en la Universidad de Lyon. En 1896 viajó con Claude Ferdinand Bon Bernard a Latinoamérica, mostrando los primeros filmes realizados por los hermanos Lumière y para explotar el cinematógrafo.
Entre 1896 y 1897 produjo y dirigió en México 35 películas, con Bon Bernard asistiéndole como camarógrafo. Muchas de las cuales presentaban al entonces presidente Porfirio Díaz en actividades cotidianas.
Tras dejar México, continúo viajando por Cuba, donde filmó una película, Venezuela y Colombia. Posteriormente viajó a Canadá, Japón, China e Indochina. Sus cintas y autocromos fueron presentados en París en la Exposición Universal en 1900.
Continuó su trabajo en Marruecos, donde también fungió como corresponsal para el periódico L'Illustration. Publicó en 1905 el libro Dans l'intimité du Sultan. Veyre permaneció en Casablanca hasta su muerte en 1936.
Parte de su obra es preservada en la Cinémathèque française.

## Filmografía sobre México
- Alumnos de Chapultepec con la esgrima del fusil (1896)
- Alumnos de Chapultepec desfilando (1896)
- Un amansador (1896)
- Baile de la romería española en el Tívoli del Eliseo (1896)
- Baño de caballos (1896)
- El canal de la Viga (1896)
- Carga de rurales en la Villa de Guadalupe (1896)
- Carmen Romero Rubio de Díaz y familiares en carruaje en el Paseo de la Reforma (1896)
- Clase de gimnasia en el colegio de la Paz, antiguas Vizcaínas (1896)
- Comitiva presidencial del 16 de septiembre (1896)
- Corrida de toros (1896)
- Desayuno de indios (1896)
- Desfile de rurales al galope el 16 de septiembre (1896)
- Un duelo a pistola en el bosque de Chapultepec (1896)
- Elección de yuntas (1896)
- Escena en los baños Pane (1896)
- Grupo de indios al pie del árbol de la Noche Triste (1896)
- Grupo en movimiento del general Díaz y de su familia (1896)
- Jarabe tapatío (1896)
- Lanzamiento de un buey salvaje (1896)
- Lanzamiento de un caballo salvaje (1896)
- Lanzamiento de un novillo (1896)
- Llegada de la campana histórica el 16 de septiembre (1896)
- Mangoneo (1896)
- Pelea de gallos (1896)
- El presidente de la república con sus ministros el 16 de septiembre en el castillo de Chapultepec (1896)
- El presidente de la república despidiéndose de sus ministros para tomar un carruaje (1896)
- El presidente de la república en carruaje regresando a Chapultepec (1896)
- El presidente de la república entrando a pie al castillo de Chapultepec (1896)
- El presidente de la república entrando en coche al castillo de Chapultepec (1896)
- El presidente de la república paseando a caballo en el bosque de Chapultepec (1896)
- El presidente de la república recorriendo la plaza de la Constitución el 16 de septiembre (1896)
- El presidente de la república saliendo a pie al castillo de Chapultepec (1896)
- Proceso del soldado Antonio Navarro (1896)
- Señorita Andrea (1896) .[1]